# 佐戸英三郎
佐戸 英三郎（さど えいさぶろう、1926年2月1日 - 2018年3月25日）は、日本の法学者、商学者、会計学者、税理士、会計士補、司法書士。専門は税法原理論、会計監査、会計管理論、その他経営実務法務全般。山梨学院大学名誉教授。佐戸会計・法務事務所 元代表。税理士法人あんしん合同会計 元業務執行社員。

## 人物
東京都八王子市出身。税法学を中心とした法学、会計監査や会計管理論を中心とした商学・会計学において、数多くの研究指導を行った。大学での活動のほか、税理士・会計士補（公認会計士有資格者・会計士補登録）・司法書士・社会保険労務士などとして、数多くの顧問先の指導・関係当局との折衝などを行い、死去する日まで現役で活動を行っていた。
千葉県の大網白里市及び船橋市を中心に、佐戸会計・法務事務所や税理士法人あんしん合同会計などで士業活動を行っていた。
大学での研究指導から退いた後でも、各省庁担当部局等から意見を求められるほどの学者・専門家・学識経験者であった。
明治大学の大藤ヨシ子（明治大学女子同窓会 会長）は実妹である。

## 学歴
- 1944年 東京府立第二商業学校卒業
- 1948年 明治大学（旧制）専門部政治経済科卒業
- 1951年 明治大学政治経済学部卒業
- 1962年 拓殖大学大学院修士課程商業研究科修了

## 職歴（大学）
- 1953年 明治大学元総長（元学長・名誉教授） 小島憲博士研究室研究員（ - 1959年）
- 1959年 山梨学院短期大学法経科講師（ - 1962年）

　　　　　　※1962年山梨学院短期大学法経科は、山梨学院大学法学部法学科へ改組となる。
- 1962年 山梨学院大学法学部講師（商学部科目も担当）（ - 1971年）
- 1971年 山梨学院大学法学部商学部兼任助教授（ - 1975年）

　　　　　　※現行学校教育法における准教授に相当
- 1975年 山梨学院大学法学部商学部兼任教授（ - 1987年）
- 1987年 山梨学院大学名誉教授

　　　　　　※当時も今も珍しい、複数学部を兼任する教授職などとして活動していた。

## 職歴（士業活動）
- 1952年 司法書士登録
- 1959年 日本経営士協会 経営士資格取得
- 1959年 税理士奥脇事務所に勤務（ - 1964年）
- 1960年 中小企業診断員（現在の中小企業診断士）資格取得
- 1964年 税理士資格取得
- 1964年 税理士佐戸英三郎事務所を開業（ - 2009年）

　　　　　　　 司法書士佐戸英三郎事務所を開業（ - 2016年）
　　　　　　　　　　 通称名　佐戸税務会計・司法書士事務所
- 1981年 社会保険労務士資格取得
- 1981年 社会保険労務士佐戸英三郎事務所を開業（ - 1997年）
- 1995年 会計士補佐戸英三郎事務所を開業（ - 2018年 死去）
- 1997年 社会保険労務士佐戸英三郎事務所閉鎖
- 2009年 税理士法人あんしん合同会計（代表税理士：追分克己）へ事業参画（ - 2018年 死去）

　　　　　　　　　　 税理士法人の役員税理士に就任
　　　　　　　　　　 個人事務所通称名　佐戸会計・司法書士事務所へ変更
- 2016年 司法書士佐戸英三郎事務所を閉鎖

　　　　　　　　　   個人事務所通称名　佐戸会計・法務事務所へ変更
※上記のほか、全国信用金庫連合会の講師を担当した経験がある。
※経歴より、平成16年4月改正前弁護士法（法学部教授経験）に基づく弁護士有資格者（司法修習免除）でもあった。
※会計士補の登録資格者で、かつ、開業者であった。
また、税理士の登録資格者で、かつ、開業税理士を経て勤務税理士（税理士法人役員）であった。
※過去には、司法書士や社会保険労務士の登録資格者であったが、登録を削除し、有資格者にとどめていた。
※上記資格や経歴などにより、弁理士（改正前弁護士法による弁護士有資格者）・社会保険労務士（弁護士有資格者・制定時社会保険労務士法による行政書士有資格者）・行政書士（弁護士有資格者・弁理士有資格者・公認会計士有資格者・税理士登録者）などの有資格者でもあった。
※上記のほか、経営士協会未入会ではあるが経営士の認定を受け、中小企業診断員（中小企業診断士制度移行前）の研修の受講済みである。

## 最終職
- 佐戸会計・法務事務所 代表

　　　　会計士補 佐戸英三郎事務所 代表
　　　　　（山梨学院大名誉教授 佐戸法学研究室を併設）
- 税理士法人 あんしん合同会計 業務執行社員

## 所属
- 日本公認会計士協会 千葉会 準会員（日本公認会計士協会 公認会計士等検索　参照） [1]会
- 千葉県税理士会 船橋支部 正会員（日本税理士会連合会 税理士情報検索サイト　参照） [2]

## 著作
- 『信用組合 23』全国信用組合中央協会、1976（共著）